# Elementarna nepogoda
Elementarna nepogoda  smatra se iznenadna velika nesreća koja prekida normalno odvijanje života, uzrokuje žrtve, štetu većeg opsega na imovini i/ili njen gubitak, te štetu na infrastrukturi i/ili okolišu, u mjeri koja prelazi normalnu sposobnost zajednice da ih sama otkloni bez pomoći. Elementarnu nepogodu uzrokuju prirodni, tehnički, tehnološki ili biološki događaji.

## Vrste elementarnih nepogoda
- Potres
- Olujni i orkanski vjetar
- Požar
- Poplava
- Suša
- Tuča
- Mraz
- Snijeg, sniježni nanos, lavina
- Led na vodotoku
- Odron zemljišta
- Epidemija
- Biljna bolest
- Zagađenost zemljišta
- Zagađenost vode
- Zagađenost zraka
- Ostale nepogode[2]